# Louis-Marie Lalonde
Pour les articles homonymes, voir Lalonde.
Le père Louis-Marie Lalonde (né Louis-Paul Lalonde le 16 octobre 1896, mort le 3 novembre 1978) est un trappiste du monastère d'Oka, un professeur de génétique et de botanique ainsi que l'un des fondateurs de «La Revue d'Oka». Il est connu pour ses travaux en botanique sur le territoire québécois et comme enseignant à l'Institut Agricole d'Oka.

## Biographie
Il obtint une maîtrise en Sciences naturelles à l'Université Laval en 1925 ainsi qu'un Doctorat en Biologie de l'Université Harvard en 1928. Plus tard, en 1962, l'Université Laval lui décerna un Doctorat honoris causa en reconnaissance de son œuvre scientifique. En 1966 il reçut le titre de Commandeur de l'Ordre du Mérite agricole par la Corporation des Agronomes de la Province de Québec. Parmi ses nombreuses publications, on lui doit la  Flore-manuel de la Province de Québec publié en 1931. Il fit plusieurs campagnes d'herborisations dans le sud du Québec, dont certaines en compagnie des frères Marie-Victorin et Rolland-Germain.
La Réserve écologique du Père-Louis-Marie et l'Herbier Louis-Marie ont été nommés en son honneur.